# 渡辺裕太 (ギタリスト)
渡辺 裕太（わたなべ ゆうた、1985年12月31日 - ）は、日本のギタリスト。

## 経歴
高校　東京自由学園在学中より、Gt / Com梅村仁に師事、バンド活動を開始。
卒業後、米軍基地や教会での演奏などの演奏活動や、舞台や化粧品の楽曲提供などを経て、様々なアーティストのレコーディングに参加。

## 参加作品
注記のないものはすべてギターでの参加

### CD
2013年
- KAT-TUN『楔-kusabi-』 - 「僕なりの恋」
- 川嶋あい『One Song』 - M1.8.9.11.12
- 川嶋あい『YES/NO／T』 - all
- 緒方恵美『Desire-希望-』M10
- 2013 アニメ＆キッズ･ヒットマーチ〜VAMOLA! キョウリュウジャー〜 - M8.10.11
- 井出まさお『2011はっぴょうかい（3）』じょんがらブギウギ - M1.2.4
- 『2012 井出まさお発表会（3） ベストセレクトいっぱい!』 - M1.7
- 『2012 井出まさお発表会（4） みんなであそぼう!オンステージ』 - M2
- 『2012 井出まさお発表会（2）キメキメダンスde Go!』 - M3.4.
- Dreamers Union Choir『My I Love You』 - M1.
- ふたり『GREEN BOYS』 - M1.
- 愛璃『鈴音-RinNe-』 - M1.

2014年
- 川上大輔『言葉にできない男です』 - M1.
- しおり『閖上桜』 - M1.2.3.
- 川嶋あい『空はここにある』 - M3.
- KAT-TUN『come Here』 - M10「STAR」
- Machico『COLORS』 - M2.7.8

### 配信
2013年
- しおり『Life〜未来へ〜』（オリオンビールCMソング）
- しおり『一枚の写真』（2013年夏の高校野球県予選番組ED）

## 出演

### ラジオ
- ユウタマンのラジオツアー（2021年 - 、まえばしCITYエフエム）